# رأی‌گیری

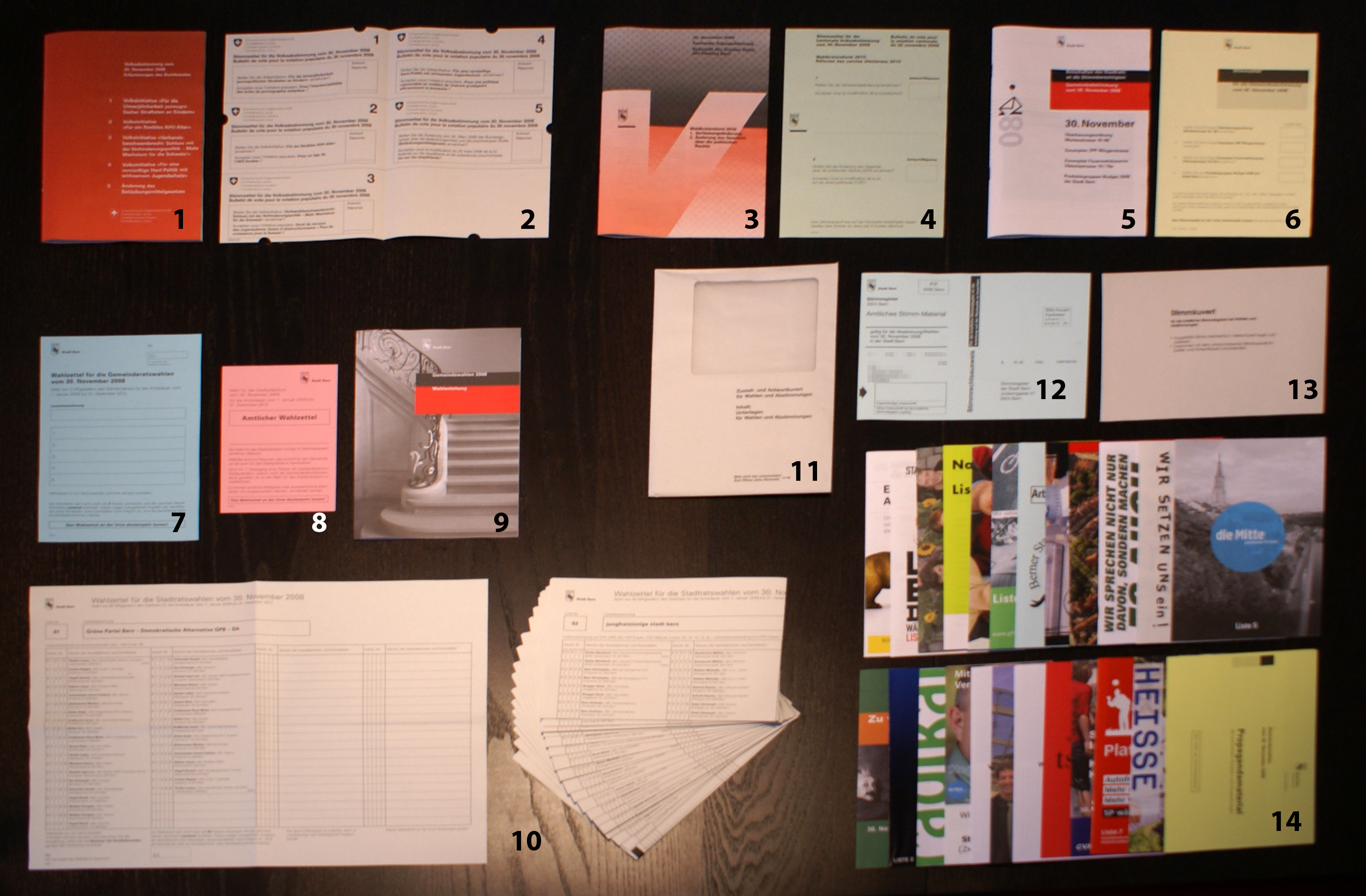
در سیستمِ رای‌گیریِ سوئیس، شهروندان بدون نیاز به ثبت نام، اوراقِ رای‌دهی و بروشورهای حاویِ اطلاعاتِ نامزدها را از راهِ پُست دریافت می‌دارند. سیستمِ رای‌گیری در سوییس، روشِ دموکراسیِ مستقیم است.

رأی‌گیری روشی برای تصمیم‌گیری یا بیانِ دیدگاهِ یک گروه و دستهٔ رأی‌دهنده و معمولاً پس از بحث، مناظره یا کارزار سیاسی است. در روشِ دموکراسی، مقاماتِ بالا با رأی‌گیری برگزیده می‌شوند. یکی از مراحل بسیار مهم انتخابات، عمل رأی‌گیری از سوی مسئولان اجرای انتخابات است. امروزه، با توجه به وسایل جدید و سهولت ارتباطات تلفنی و تلگرافی و ایجاد راه‌های مختلف بین مرکز و دورافتاده‌ترین نقاط کشور، می‌توان برخلاف گذشته‌ها، رأی‌گیری‌ها را در یک روز معین و در ساعات محدودتری انجام داد. این تحول، خود موجب شده که با امکانات بیشتری بتوان با انواع تقلبات و از جمله جابه‌جایی رأی‌دهنده از حوزه‌ای به حوزهٔ دیگر مقابله کرد.

## رأی دادن و دانشِ عمومی
دانشِ مدرنِ سیاسی این نکته را موردِ پرسش قرار داده‌است که آیا شهروندانِ متوسط اطلاعاتِ سیاسیِ کافی برای یک رأیِ معنادار را دارند یا نه. مجموعه‌ای از مطالعاتِ دانشگاه میشیگان در دهه‌های ۱۹۵۰ و ۱۹۶۰ استدلال کرد که رأی‌مندان، درکِ اولیهٔ کافی از مسائلِ جاری و ایدئولوژیکِ لازم ندارند.
مطالعاتِ دیگری از مؤسساتِ دیگر گویای این نکته است که شکل و ظاهرِ نامزدها یک معیارِ اساسی بر تصمیم‌گیریِ رأی‌دهندگان است.